# Stradey Park
Le Stradey Park (Parc y Strade en gallois) est un complexe sportif, situé dans le centre-ville de Llanelli au pays de Galles. Il est utilisé pour le rugby à XV.
C'était le terrain à domicile du club de rugby à XV de Llanelli RFC, et du club de Llanelli Scarlets. Ces deux clubs évoluent aujourd'hui dans le Parc y Scarlets.
Il peut accueillir jusqu'à 10 800 spectateurs.

## Historique

Représentation du stade.

Le terrain est créé en 1879 pour les besoins du club de Llanelli RFC.
Le stade a accueilli des matchs mémorables, notamment la défaite de l'Australie en 1967 et des All Blacks en 1972. Le stade a accueilli un match entre les Samoa et l'Argentine pendant la Coupe du monde de rugby à XV 1999.

## Événements accueillis
- Tournoi britannique de rugby à XV 1887
- Tournoi britannique de rugby à XV 1891
- Tournoi britannique de rugby à XV 1893
- Coupe du monde de rugby à XV 1991
- Coupe du monde de rugby à XV 1999
- Coupe du monde de rugby à XIII 2000.